# کافرتپه (ب)
کافرتپه (ب) مربوط به هزاره اول قبل از میلاد است و در شهرستان بندر گز، بخش مرکزی، روستای کهنه کلباد واقع شده و این اثر در تاریخ ۱۰ بهمن ۱۳۸۳ با شمارهٔ ثبت ۱۱۳۱۰ به‌عنوان یکی از آثار ملی ایران به ثبت رسیده است.